# Cerdistus cygnis
Cerdistus cygnis är en tvåvingeart som först beskrevs av Dakin och Fordham 1922.  Cerdistus cygnis ingår i släktet Cerdistus och familjen rovflugor. Inga underarter finns listade i Catalogue of Life.